# راینر مولر
راینر مولر (انگلیسی: Rainer Müller؛ زادهٔ ۳۰ ژوئیهٔ ۱۹۴۶) دوچرخه‌سوار اهل آلمان است.